# Aymo Brunetti
Aymo Brunetti (* 20. Februar 1963 in Basel) ist ein Schweizer Ökonom und Hochschullehrer.

## Leben
Aymo Brunetti studierte nach seiner Maturität am Gymnasium Münchenstein Nationalökonomie an der Universität Basel, wo er 1988 mit dem Lizenziat abschloss und anschliessend als Lehr- und Forschungsassistent am Institut für Volkswirtschaft tätig war. 1992 promovierte er bei Silvio Borner an der Universität Basel zum Dr. rer. pol. Von 1992 bis 1994 war er freier wissenschaftlicher Mitarbeiter am Institut für Volkswirtschaft der Universität Basel. 1994/1995 war er ein Jahr als Visiting Scholar am Department of Economics der Harvard University. Anschliessend war er als Oberassistent und freier wissenschaftlicher Mitarbeiter am Institut für Volkswirtschaft der Universität Basel tätig. 1996 habilitierte er sich in Nationalökonomie an der Universität Basel, danach übernahm er dort eine Assistenzprofessur. Von 1997 bis 1999 vertrat er einen Lehrstuhl für Nationalökonomie an der Universität des Saarlandes in Saarbrücken. Ab 1999 unterrichtete Brunetti als Titularprofessor an der Universität Basel, ab 2007 als Honorarprofessor auch an der Universität Bern. In den Jahren 1993 bis 1999 übernahm er Beratungsmandate unter anderem bei der OECD, der International Finance Corporation, der Weltbank und der UBS.
Im März 1999 trat er als Vizedirektor des Bundesamtes für Wirtschaft und Arbeit ins Eidgenössische Volkswirtschaftsdepartement (EVD) ein, ab Juli 1999 war er Mitglied der Geschäftsleitung im Staatssekretariat für Wirtschaft (SECO) und leitete dort den Leistungsbereich Wirtschaftspolitische Grundlagen. Von 2003 bis zu seinem Ausscheiden aus dem Bundesdienst Ende Januar 2012 war er Leiter der Direktion für Wirtschaftspolitik im SECO. Er ist seit 2012 ordentlicher Professor für Wirtschaftspolitik und Regionalökonomie am Departement Volkswirtschaftslehre der Universität Bern. Zudem ist er an der gleichen Universität seit 2014 geschäftsführender Direktor des Volkswirtschaftlichen Instituts. Von 2012 bis 2019 war er geschäftsführender Direktor des Center for Regional Economic Development (CRED) der Universität Bern.
2009/2010 war er Mitglied der durch den Bundesrat eingesetzten Expertenkommission, die Lösungsansätze zur Milderung der «too-big-to-fail»-Problematik erarbeitete. Als die erarbeitete Lösung zur geregelten Abwicklung einer in Not geratenen «too-big-to-fail»-Bank im Fall der Credit Suisse im März 2023 nicht angewandt wurde, geriet die von ihm damals geleitete Expertenkommission in die Kritik. Brunetti äusserte sich daraufhin und wollte ein Scheitern der erarbeiteten Regeln nicht gelten lassen. Man habe den vorgesehenen Ablauf nicht angewandt, sodass man dessen Wirksamkeit in der Praxis nicht beurteilen könne. Er war Leiter einer durch das Eidgenössische Finanzdepartement (EFD) eingesetzten Expertengruppe für die Weiterentwicklung der Finanzmarktstrategie. Im Juni 2013 veröffentlichte die Expertengruppe ihren Bericht. Von September 2013 bis Dezember 2014 war er Leiter einer vom Bundesrat eingesetzten Expertengruppe bestehend aus Vertretern der Wissenschaft, Privatwirtschaft und den Bundesbehörden zur Weiterentwicklung der Finanzmarktstrategie, insbesondere zur Stärkung der Wettbewerbsfähigkeit des Finanzstandortes Schweiz durch Verbesserung der inländischen Rahmenbedingungen sowie Wahrung oder Verbesserung des Marktzugangs im Ausland. Im Dezember 2014 wurde der Schlussbericht der Expertengruppe veröffentlicht. Das Mandat war zeitlich bis Ende 2014 befristet. An Stelle der Expertengruppe hat das EFD einen Beirat Zukunft Finanzplatz befristet bis Ende 2019 eingesetzt, der von Brunetti geleitet wurde. Dieser Beirat stellte den regelmässigen Austausch aller massgeblichen Akteure zu Fragen der Finanzmarktstrategie sicher und beurteilte losgelöst vom Tagesgeschäft der Behörden die strategischen Herausforderungen und Zukunftsperspektiven für das Finanzgeschäft in der Schweiz mit Blick auf die gesamte Volkswirtschaft.
Brunetti ist Autor zahlreicher Bücher und Artikel. Im NZZ-Ökonomenranking gehörte er 2014 (6. Rang), 2015 (9.), 2016 (11.), 2017 (9.), 2018 (9.), 2019 (6.), 2020 (10.)
und 2021 (9.) zu den einflussreichsten Ökonomen der Schweiz.
Brunetti ist verheiratet, Vater von zwei Kindern und wohnt in Biel-Benken.

## Schriften (Auswahl)
- mit Silvio Borner und Thomas Straubhaar: Schweiz AG: Vom Sonderfall zum Sanierungsfall? Verlag Neue Zürcher Zeitung, Zürich 1990.
- Politisches System und Wirtschaftswachstum. Rüegger, Chur/Zürich 1992 (Dissertation, Universität Basel, 1991).
- mit Silvio Borner und Thomas Straubhaar: Die Schweiz im Alleingang. Verlag Neue Zürcher Zeitung, Zürich 1994.
- mit Silvio Borner und Beatrice Weder: Political Credibility and Economic Development. Macmillan, London 1995.
- Politics and Economic Growth: A Cross-Country Data Perspective. OECD, Paris 1998 (Habilitationsschrift, Universität Basel, 1996).
- mit Markus Jaggi und Rolf Weder: Die Schweiz in der europapolitischen Zwickmühle: Wirtschaftliche Umverteilung als entscheidender Faktor in der Aussenpolitik. Verlag Neue Zürcher Zeitung, Zürich 1999.
- Volkswirtschaftslehre: Eine Einführung für die Schweiz. HEP, Bern 2006; 3. Auflage 2013.
- Volkswirtschaftslehre: Lehrmittel für die Sekundarstufe II und die Weiterbildung. HEP, Bern 2008; 4. Auflage 2012.
- Wirtschaftskrise ohne Ende? US-Immobilienkrise – globale Finanzkrise – europäische Schuldenkrise. HEP, Bern 2011; 3. Auflage 2012.
- Ausnahmezustand. Das turbulente Jahrzehnt nach der Großen Finanzkrise. HEP, Bern 2018, ISBN 978-3-0355-1122-2.